# Парк Данте
Парк Данте (фр. Parc Dante) — парк в Монреале, Квебек, Канада. Расположен в квартале Маленькая Италия, в районе Роземон — Ла-Петит-Патри (фр.). Парк граничит с улицей Данте на севере, улицей де Гаспе на западе и улицей Альма на востоке.
Открыт 26 июня 1963 года в честь 50-летия прихода католической церкви Богоматери Защитницы (фр.). Парк расположен прямо напротив церкви.
Парк Данте назван по улице Данте-стрит, которая в свою очередь названа в честь Данте Алигьери (1265—1321), крупнейшего итальянского поэта эпохи Вохрождения, который написал «Божественную комедию», широко признанную наиболее важным произведением Средних веков и величайшим литературным произведением на итальянском языке.
Памятник Данте Алигьери (фр.), созданный скульптором Карло Бальбони (фр., 1860—1947), был открыт 22 октября 1922 года в парке Лафонтена (фр.), как подарок городу Монреалю от итальянского сообщества. В 1964 году памятник был перенесён в недавно открытый парк Данте.
Парк является местом отдыха жителей Маленькой Италии, где они отдыхают или играют в бочче.